# Taxkorgan He
Taxkorgan He, także Tashkurgan He (chiń. upr. 塔什库尔干河; chiń. trad. 塔什庫爾乾河; pinyin Tǎshíkù’ěrgàn Hé) – rzeka w zachodnich Chinach, w Xinjiangu, lewy dopływ Jarkend-darii.
Liczy 169 km długości. Źródła znajdują się w okolicy przełęczy Khunjerab przy granicy z Pakistanem. Początkowo rzeka płynie w kierunku północnym, przez szeroką dolinę, po której rozlewa się wieloma strugami. Na północny wschód od miejscowości Taxkorgan rzeka skręca na wschód i płynie wąskim przełomem a następnie uchodzi do Jarkend-darii. Średnia szerokość wynosi 100–130 m, średnia głębokość 2–3 m.